# Eifel

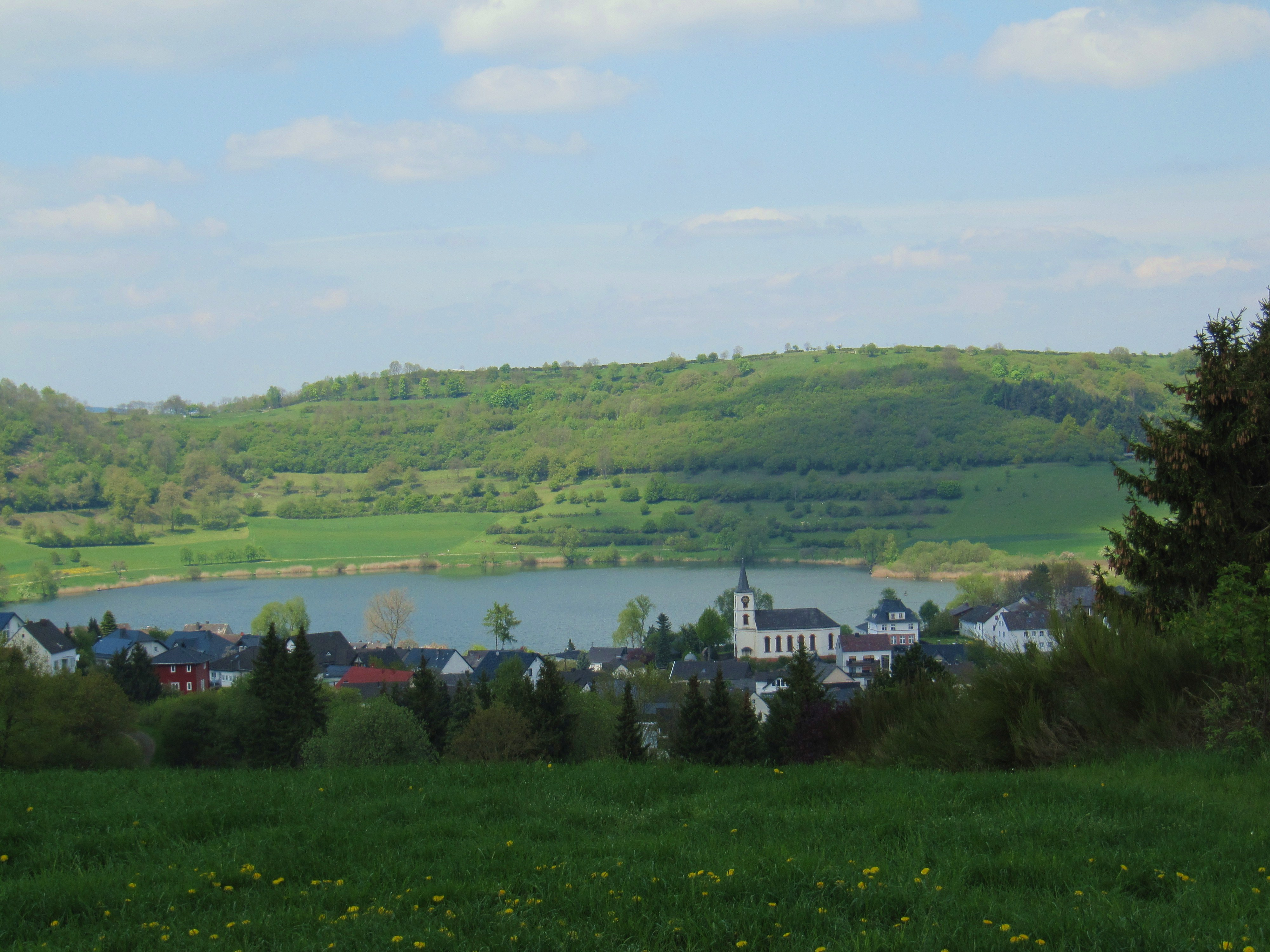
Lago de Schalkenmehren

Eifel es una región volcánica situada al oeste de Alemania, en los estados de Renania del Norte-Westfalia y Renania-Palatinado que geológicamente pertenece a la «provincia volcánica cenozoica de la Europa Central». Hay indicios de que puede existir una pluma mantélica activa a 400 km de profundidad, que provoca un ligero ascenso del terreno al ritmo de un milímetro al año, pero aparentemente sin riesgo de futuras erupciones. Se divide en tres zonas: Westeifel, Hocheifel y Osteifel.
En muchos de sus lugares se pueden encontrar restos fósiles tanto de especies marinas como de plantas. Casi toda la región puede recorrerse en bicicleta. Con apoyo de la Unión Europea, antiguas vías del ferrocarril han sido transformadas en ciclovías.

## Westeifel
Es la zona relativamente más joven de la región y posee muchos conos volcánicos, maares y estratovolcanes pequeños. Ocupa una superficie de 600 kilómetros cuadrados, situándose a 50 km de Ormont. Hay muchos flujos de lava originados a partir de conos volcánicos y también se pueden encontrar anillos de toba volcánica. En esta zona hubo muchas erupciones volcánicas durante el final del pleistoceno, teniendo su última erupción en el ahora maar Pulvermaar. Es posible que en el futuro puedan volver a activarse los volcanes de la zona.

## Hocheifel
Data del Terciario, donde ocurrieron las primeras erupciones volcánicas. Está constituido por siete estratovolcanes, entre ellos el Hohe Acht de unos 747 m de altura. Se pueden encontrar varias capas de cenizas y flujos de lava, siendo el basalto la roca dominante. Ha habido más de 300 erupciones volcánicas lo que hace pensar que debajo de la zona hay o hubo una inmensa cámara magmática que abastecía a muchos volcanes.

## Osteifel
Es la zona donde hubo más actividad. Aquí se encuentra el lago Laacher, un lago volcánico rodeado de conos y estratovolcanes menores. Se determinó que existieron tres fases de erupciones en la zona, al parecer, empezaron a nacer volcanes en forma caótica. Esto ocurrió durante la época glaciar, cuando los humanos aún no habían llegado a esa zona. Sin embargo, es posible que igualmente hubieran sentido sus efectos, ya que sin duda los volcanes pudieron haber extendido sus cenizas por toda Europa.